# Qusum
Qusum (chữ Tạng: ཆུ་གསུམ་རྫོང་; Wylie: Chu-gsum Rdzong; ZWPY: Qusum Zong; tiếng Trung: 曲松县; bính âm: Qūsōng Xiàn, Hán Việt: Khúc Tùng huyện) là một huyện của địa khu Sơn Nam (Lhoka), khu tự trị Tây Tạng, Trung Quốc.

### Trấn
- Khúc Tùng (曲松镇)
- La Bố Tát (罗布萨镇)

### Hương
- Khâu Đa Giang (邱多江乡)
- Đôi Tùy (堆随乡)
- Hạ Giang (下江乡)